# Anna Maria Sturm
 (février 2020).
Anna Maria Sturm est une actrice et chanteuse de jazz allemande née le 23 novembre 1982 à Ratisbonne.

## Biographie
Anna Maria Sturm est née à Ratisbonne en Allemagne le 23 novembre 1982. 
Elle commence par faire des études de pharmacie, puis fait des études d'actrice à l'école Otto Falckenberg à Munich. Elle termine sa formation en 2007.

## Filmographie

### Cinéma

#### Longs métrages
- 2007 : Beste Zeit de Marcus H. Rosenmüller
- 2008 : Beste Gegend de Marcus H. Rosenmüller
- 2009 : Geliebter Johann Geliebte Anna de Julian Pölsler
- 2010 : Das Haus ihres Vaters
- 2011 : Sommer der Gaukler de Marcus H. Rosenmüller
- 2013 : Familie Sonntag auf Abwegen
- 2014 : Beste Chance de Marcus H. Rosenmüller
- 2018 : Nucléaire, non merci : Monika Gegenfurtner
- 2019 : Les Traducteurs de Régis Roinsard : la traductrice allemande

#### Courts métrages
- 2010 : Topper gibt nicht auf de Felix Kauch
- 2023 : La Photographe de Alexander Graeff : Gerda Taro

### Télévision
- 2009 : SOKO 1153 : épisode Bis dass der Tod euch scheidet

- 2010 : Tatort : épisode Nie wieder frei sein

- 2010 : Die Hebamme – Auf Leben und Tod (téléfilm)

- 2011 : Eine halbe Ewigkeit (téléfilm)

- 2011-2013 : Polizeiruf 110 : 5 épisodes

- 2012 : Gestern waren wir Fremde (téléfilm)

- 2015 : Heiraten ist nichts für Feiglinge (téléfilm)

- 2016 : Hattinger und der Nebel (téléfilm)
- 2019 : Gipfelstürmer : épisode Das Berginternat[1]